# Проников, Александр Сергеевич
Александр Сергеевич Про́ников (19 июля 1921, Москва — 22 октября 2001, Москва) — советский учёный в области надёжности станков и оборудования, ректор МАТИ (1964—1971), доктор технических наук (1954), профессор (1956), заслуженный деятель науки и техники РСФСР (1977).

## Биография

### Ранние годы
Александр Проников родился 19 июля 1921 года в Москве в учительской семье. Там он в 1939 году окончил школу с золотой медалью и был принят в Московский механико-машиностроительный институт. После начала войны он вместе с институтом уехал в эвакуацию в Ижевск. Там совмещал учёбу с работой конструктором на заводе № 74 Народного комиссариата вооружения СССР.
Институт (тогда уже переименованный в Московское высшее техническое училище им. Н. Э. Баумана) Проников окончил в 1944 году с отличием и был приглашен на работу там же преподавателем кафедры металлорежущих станков.

### Научная и педагогическая деятельность
В МВТУ Проников читал курс «Расчет и конструирование металлорежущих станков». Одновременно разрабатывал актуальные научные проблемы станкостроения, в 1948 году он защитил кандидатскую диссертацию по новым методам расчета кулачковых механизмов станков-автоматов. Впоследствии увлёкся изучением динамики работы оборудования и его отказов в условиях эксплуатации. Выполнил ряд теоретических и практических работ, посвященных методам оценки износа станков в производственных условиях, созданию приборов для исследования износа оборудования. В 1954 году Проников защитил докторскую диссертацию по теме «Исследование и расчёт долговечности станков». В 1956 году ему было присвоено учёное звание профессора.
В период 1956—1958 годов Проников был командирован в Китай, где работал советником заведующего профильной кафедрой Шанхайского политехнического института. Лекции, которые он читал в Шанхае, а также две его монографии: «Автоматы и автоматические линии» и «Надёжность и долговечность машин», — были изданы в Китае.
После возвращения из командировки Проников еще около 5 лет работал в МВТУ в должности профессора. Затем, в 1964 году, он был назначен ректором Московского авиационного технологического института (МАТИ), где также заведовал кафедрой механической обработки и металлорежущих станков. В период работы в МАТИ (1964—1971) он читал лекции в ряде университетов Англии, Германии, Бельгии, Франции, США. Владел английским и немецким языками, был привлечён к работам в качестве эксперта ООН. 
В 1973 году тогдашний ректор МВТУ  Г. А. Николаев предложил Проникову вернуться в училище, тот вновь принял руководство кафедрой «Металлорежущие станки и автоматы». Он сделал существенный вклад в развитие научного направления надёжности и долговечности технологического оборудования. По его инициативе в МВТУ была создана отраслевая лаборатория «Надёжность машин и оборудования», в которой он осуществлял научное руководство. Он также руководил научно-исследовательскими работами по планам АН СССР.

### Общественная деятельность
Проников не только преподавал, но и руководил диссертационным советом МВТУ и работал членом редакционной коллегии академического журнала «Вестник МВТУ». Он также участвовал в деятельности Ассоциации инженеров-трибологов и возглавлял Координационный совет МВТУ по проблеме надёжности . 

### Смерть
Александр Сергеевич Проников умер 2 октября 2001 года в Москве.

## Награды и звания
- Государственная премия СССР (1989) — за разработку методов и создание системы обеспечения ресурса машин[6]
- Два ордена Трудового Красного Знамени (1971 и 1980)[7]
- Орден «Знак Почёта» (1967)[6]
- Медаль «В ознаменование 100-летия со дня рождения Владимира Ильича Ленина» (1970)[6]
- Заслуженный деятель науки и техники РСФСР (1977)[6]